# Saimiri cassiquiarensis
Saimiri cassiquiarensis (лат.) — вид приматов семейства цепкохвостых обезьян, обитающих в Южной Америке.

## Классификация
Классификация дискуссионна. Изначально считался подвидом Saimiri sciureus, по результатам генетических исследований (Carretero-Pinzon, 2009) был поднят до ранга вида. Более поздние исследования (Alfaro, 2014) указывают на то, что Saimiri macrodon является синонимом Saimiri cassiquiarensis. Некоторые исследователи также считают, что S. macrodon следует классифицировать как подвид S. cassiquiarensis macrodon.

## Описание
Длина тела от 36 до 45 см, длина хвоста от 36 до 45 см. Цвет шерсти такой же, как у обыкновенной беличьей обезьяны, за исключение золотисто-жёлтой макушки, тогда как у обыкновенной беличьей обезьяны макушка серая.

## Распространение
Встречается в Бразилии, Колумбии, Эквадоре, Перу и Венесуэле.

## Рацион
Всеядны, в сезон между январём и июнем предпочитают фрукты. Также в рационе насекомые и мелкие позвоночные.